# 向瑞琨
向 瑞琨（こう ずいこん）は清末民初の政治家・実業家・ジャーナリスト。北京政府の要人。字は淑予。旧名は瑞琦。

## 事績
湖南時務学堂を卒業後、日本に留学し、明治大学商工科で学ぶ。帰国後は、両江総督端方の下で商務文案に任命された。1910年（宣統2年）、南洋勧業博覧会幇弁をつとめる。翌年に工商科挙人として農商部に赴任した。さらに漢口へ移り、新聞『復報』を編集した。
中華民国成立後は北京に移り、『亜東新報』、『東大陸報』の両紙で主筆をつとめる。さらに、湯化竜らと民主党を結成した。1912年（民国元年）8月、北京政府の工商部次長に就任する。翌年7月には、段祺瑞臨時内閣で一時的に工商総長を代理した。
その後、向瑞琨は全国商会連合会の創設に携わり、副会長に任じられる。まもなく会長に昇格した。1915年（民国4年）、袁世凱が皇帝即位を画策すると、向瑞琨は帰郷する。以後、故郷において商工業の振興に取り組み、瑞興玻璃工廠の総理などを務めた。1929年（民国18年）、死去。享年47。

## 注
1. 1 2 3  寧郷県史志档案局（2011）。
2. 1 2 3 4  徐主編（2007）、390頁。
3. ↑  徐主編（2007）、390頁による。寧郷県史志档案局（2011）は、「日本商科大学」卒業としているが、この大学は1935年開設であり、向が留学した当時は存在しない。単に「日本の商科大学」ということを意味している可能性もある。